# Trisopsis travancorica
Trisopsis travancorica är en tvåvingeart som beskrevs av Nayar 1949. Trisopsis travancorica ingår i släktet Trisopsis och familjen gallmyggor. Inga underarter finns listade i Catalogue of Life.